# Tanzmühle
Tanzmühle ist ein Gemeindeteil des Marktes Tännesberg im Landkreis Neustadt an der Waldnaab (Oberpfalz, Bayern).

## Geographie
Der Weiler mit drei Anwesen liegt direkt am Fluss Pfreimd am Fuße des Hammerbühl. Etwa einen Kilometer nördlich von Tanzmühle führt die Bundesstraße 22 vorbei. Der Weiler ist von hier aus über eine private Verbindungsstraße zu erreichen. Sie ist kostenfrei. Von Weinrieth kommend, führt eine Gemeindeverbindungsstraße nach Tanzmühle.

## Kraftwerk Tanzmühle
Das Pumpspeicherkraftwerk Tanzmühle gehört zu einem Verbund aus weiteren Kraftwerken der Kraftwerksgruppe Pfreimd am Fluss Pfreimd bei Reisach und Trausnitz. Die Kraftwerke Tanzmühle und Reisach sind durch Stollen mit dem Hochspeicher Rabenleite verbunden. Rund 500 Meter südöstlich von Tanzmühle befindet sich das zum Kraftwerk gehörende „Wasserschloss“. Es gleicht Pegelschwankungen aus.